# دوسل (زاکسن-آنهالت)
دوسل (به آلمانی: Dößel) یک منطقهٔ مسکونی در آلمان است که در لبیون-وتین واقع شده‌است. دوسل ۳۶۰ نفر جمعیت دارد.